# Niewidoczni Akademicy
Niewidoczni akademicy (ang. Unseen Academicals) – 37. powieść Terry'ego Pratchetta z serii Świat Dysku. Książka jest kolejną częścią przygód magów z Niewidocznego Uniwersytetu, którzy tym razem zainteresowali się piłką nożną.
Przetłumaczona przez Piotra W. Cholewę, wydana 8 kwietnia 2010 roku przez wydawnictwo Prószyński i S-ka.

## Fabuła
- wątek sportowy – Magowie z Niewidocznego Uniwersytetu zmuszeni są dochować tradycji i rozegrać pierwszy po 20 latach mecz piłki nożnej. Jest to o tyle trudne, że profesorowie NU formułują drużynę, która na całkiem nowych zasadach musi pokonać Zjednoczonych Ankh-Morpork (najlepszych zawodników miasta).
- wątek mody – Jedyna tak piękna na całym NU, kucharka Juliet, w niezwykłych okolicznościach zostaje rozchwytywaną twarzą krasnoludzkiego domu mody Shwatta i jego ostatniej perełki – mikrokolczugi, która jest super i w dodatku nie obciera.
- wątek miłosny – Tajemnice tajemniczego procesu migdalenia, oraz innych bakaliów wśród personelu NU
- wątek tajemnicy – Osobliwy goblin/ork, który chłonie wiedzę jak gąbka

## Postacie
Magowie NU
- nadrektor Mustrum Ridcully
- Bibliotekarz
- Rincewind
- Myślak Stibbons
- Bengo Macarona
- kierownik katedry Komunikacji Post Mortem prof. Hix

Personel NU
- Glenda Sugarbean – kierowniczka nocnej kuchni, robi najlepsze zapiekanki w Świecie Dysku, wynalazła zapiekankę oracza ze słynnymi zapiekanymi serem cebulkami
- Juliet Stollop – pracownica nocnej kuchni, najpiękniejsza kucharka na NU, znana też jako Jewels – modelka krasnoludzkiego domu mody Shwatta
- Trev Likely – zakochany w Juliet, syn sławnego piłkarza Dave'a Likely'ego
- Nutt – ork, dzieciństwo spędził przykuty do kowadła, prawdopodobnie ostatni ze swego gatunku, aby efektywniej walczyć ze stereotypem orka-potwora ukręcającego ludziom głowy, próbuje zdobyć wartość, a że ta ciągle z niego wypływa, nie ustaje w zdobywaniu nowej, posiada wyjątkowy dar zapamiętywania każdej informacji z każdej książki, czy szkolenia, pierwsze kroki ku staniu się pożytecznym postawił na dworze Lady Margolotty.
- Smeems – Świecowy Walet, szef wszystkich ściekaczy, szczyci się tym iż za jego kadencji niegasnącemu płomieniowi nie udało się zgasnąć tylko 3 razy

Inni
- Havelock Vetinari
- Samuel Vimes
- Andy Shank – jeden z ulicznych osiłków